# Secretaría General de Industria y de la Pequeña y Mediana Empresa
La Secretaría General de Industria y de la Pequeña y Mediana Empresa (SGIPYME) de España fue el órgano directivo del Gobierno de España que entre 2004 y 2023 fue responsable de proponer, desarrollar y el supervisar la política general del departamento en relación con la industria y las pequeñas y medianas empresas (PYMEs).

## Historia
La SGIPYME fue creada en abril de 2004 bajo la denominación de Secretaría General de Industria que asumía las competencias de la Secretaría de Estado de Energía, Desarrollo Industrial y de la Pequeña y Mediana Empresa relativas a desarrollo industrial y PYMEs. Se estructuraba a través de dos órganos directivos, la Dirección General de Industria y la Dirección General de Política de la Pequeña y Mediana Empresa.
A finales de 2011 se produjo la mayor de las reformas incluyendo a las PYMEs en la denominación de la secretaría general y se fusionaron las dos direcciones generales bajo la Dirección General de Industria y de la Pequeña y Mediana Empresa, estructura que hoy se mantiene.
En diciembre de 2023, se suprimió, pasando sus funciones y estructura a la Secretaría de Estado de Industria.

## Estructura
En su última etapa, de la Secretaría General dependían los siguientes órganos:
- La Dirección General de Industria y de la Pequeña y Mediana Empresa.
- El Gabinete Técnico, con nivel orgánico de subdirección general, como órgano de apoyo y asistencia inmediata al Secretario general.
  - Secretaría General de la Autoridad Nacional para la Prohibición de las Armas Químicas.

Para el asesoramiento jurídico de la Secretaría General de Industria y de la Pequeña y Mediana Empresa existía una Abogacía del Estado.

### Organismos adscritos
- La Fundación Pública Escuela de Organización Industrial.
- El Centro Español de Metrología (CEM).
- La Empresa Nacional de Innovación, S.A. (ENISA).
- La Compañía Española de Reafianzamiento, S.A. (CERSA).

## Presupuesto
En su último año fiscal, 2023, la Secretaría General de Industria y de la Pequeña y Mediana Empresa tuvo un presupuesto asignado de 3 030 860 610 € para el año 2023. De acuerdo con los Presupuestos Generales del Estado para 2023, la SGIPYME participaba en nueve programas:
| N.º Programa                    | Programa | Dotación        | Ref.   |
| ------------------------------- | --- | --------------- | ------ |
| 421M                            | Dirección y Servicios Generales de Industria, Comercio y Turismo                                                                             | 6 760 510 €     | [ 6 ]  |
| 421O                            | Calidad y seguridad industrial a través de la Dirección General de Industria y de la Pequeña y Mediana Empresa                               | 3 775 880 €     | [ 7 ]  |
| 422B                            | Desarrollo industrial a través de la Dirección General de Industria y de la Pequeña y Mediana Empresa                                        | 334 401 780 €   | [ 8 ]  |
| 422M                            | Reconversión y reindustrialización a través de la Dirección General de Industria y de la Pequeña y Mediana Empresa                           | 652 774 860 €   | [ 9 ]  |
| 433M                            | Apoyo a la pequeña y mediana empresa | 140 300 €       | [ 10 ] |
| 433M                            | a través de la Dirección General de Industria y de la Pequeña y Mediana Empresa                                                              | 142 320 090 €   | [ 10 ] |
| 464B                            | Apoyo a la innovación tecnológica en el sector de la defensa a través de la Dirección General de Industria y de la Pequeña y Mediana Empresa | 1 601 150 140 € | [ 11 ] |
| 467C                            | Investigación y desarrollo tecnológico-industrial                                                                                            | 54 960 €        | [ 12 ] |
| 467C                            | a través de la Dirección General de Industria y de la Pequeña y Mediana Empresa                                                              | 272 000 000 €   | [ 12 ] |
| 495C                            | Investigación y desarrollo tecnológico-industrial a través de la Centro Español de Metrología                                                | 10 072 090 €    | [ 13 ] |
| 49LB                            | Programa de impulso de la Competitividad y Sostenibilidad Industrial a través de la Centro Español de Metrología                             | 7 410 000 €     | [ 14 ] |
| Total presupuesto de la SGIPYME | Total presupuesto de la SGIPYME | 3 030 860 610 € |        |

## Titulares
El Secretario General de Industria y de la Pequeña y Mediana Empresa era también vicepresidente del Consejo Estatal de la Pequeña y Mediana Empresa.
- Joan Trullén Thomas (2004–2008)[15]
- Teresa Santero Quintillá (2008–2012)[16]
- Luis Valero Artola (2012–2014)[17][18]
- Begoña Cristeto Blasco (2014–2018)[19][20]
- Raül Blanco Díaz (2018–2022)[21]
- Francisco Antonio Blanco Ángel (2022–2023)[22]